# 히가시 슌키
히가시 슌키(일본어: 東 俊希, 2000년 7월 28일 ~ )는 일본의 축구 선수이다.

## 구단 경력
2018년 J1리그의 산프레체 히로시마에 입단하였다.

## 국가대표팀 경력
그는 2019년 FIFA U-20 월드컵에 참가할 일본 U-20 국가대표팀에 발탁되었으며, 3경기에 출전했다.